# Limnophila morosa
Limnophila morosa là một loài ruồi trong họ Limoniidae. Chúng phân bố ở miền Australasia.